# Casa Grande, Arizona
Casa Grande är en stad (city) i Pinal County, i delstaten Arizona, USA. Enligt United States Census Bureau har staden en folkmängd på 49 591 invånare (2011) och en landarea på 284 km².